# اسمکدان ضد راو ۲۰۰۷
اسمکدان ضد راو (Smackdown vs Raw) یکی از بازی های کشتی کج است و برای نخستین بار برای پلی‌استیشن ۲ ساخته شده؛ این بازی در سال ۲۰۰۴ برای اولین بار ساخته شد و علت نام‌گذاری آن درگیری‌های دو گروه اسمکدان و راو در سال ۲۰۰۴ بود که باعث ساخت این بازی گردید. بازی اسمکدان ضد راو دارای کیفیت بسیار خوبی نسبت به دیگر بازی‌های کشتی کج سال های ۲۰۰۴ دارد.
1. ↑  Dunham, Jeremy (2006-07-24). "PS3 SmackDown '07 is Smacked Down". IGN (به انگلیسی). Retrieved 2023-05-09.